# آرتور آلکسانیان
آرتور گئورگی آلکسانیان (ارمنی: Արթուր Գևորգի Ալեքսանյան; زاده ۲۱ اکتبر ۱۹۹۱) کشتی‌گیر اهل ارمنستان است که در رشته فرنگی فعالیت می‌کند.
الکسانیان تاکنون ۴ مدال طلا، نقره و برنز در رقابت‌های المپیک، ۷ مدال در رقابت‌های قهرمانی جهان، ۹ مدال در مسابقات قهرمانی اروپا، یک عنوان قهرمانی در بازی‌های اروپایی کسب کرده‌است.

## فعالیت حرفه‌ای

### المپیک ۲۰۱۶ ریو
آلکسانیان در سال ۲۰۱۶ میلادی در المپیک ریو در وزن ۹۸ کیلو حاضر بود که دیاگورو تیامونچینی از ایتالیا، آلین الکسوج از رومانی و جنک ایلدم از ترکیه را شکست داد و به مرحله فینال رسید. در مرحله نهایی توانست با غلبه بر یاسمانی لوگو کابریرا کوبایی، مدال طلا را بدست آورد.

### مسابقات قهرمانی کشتی جهان ۲۰۱۷
آلکسانیان در وزن ۹۸ کیلو مسابقات قهرمانی کشتی جهان ۲۰۱۷ پاریس حاضر بود که سیدمصطفی صالحی‌زاده از ایران، جی‌آنگلو هانکوک از آمریکا، روازی نادارشویلی از گرجستان و رستم آساکالوف از ازبکستان را شکست داد و به مرحله فینال رسید. در مرحله نهایی توانست با غلبه بر موسی اولویف روسی، مدال طلا را بدست آورد.

### مسابقات قهرمانی کشتی جهان ۲۰۱۹
آلکسانیان در وزن ۹۷ کیلوگرم کشتی فرنگی مسابقات قهرمانی کشتی جهان ۲۰۱۹ نورسلطان حاضر بود که الکساندر هرابوویک از بلاروس، الیاس کوسمانن از فنلاند، جنک ایلدم از ترکیه، محمدهادی ساروی از ایران و گئورگی ملیا از گرجستان را شکست داد و به فینال رسید. وی در دیدار نهایی به موسی اولویف از روسیه باخت و به مدال نقره وزن ۹۷ کیلوگرم رسید.

### المپیک ۲۰۲۰ توکیو
آلکسانیان در وزن ۹۷ کیلوگرم کشتی فرنگی المپیک ۲۰۲۰ توکیو حاضر بود که اوزور ژوژوپبیکوف از قرقیزستان، آروی ساوولاینن از فنلاند و محمدهادی ساروی از ایران را شکست داد و به فینال رسید. وی در دیدار نهایی به موسی اولویف از روسیه باخت و به مدال نقره وزن ۹۷ کیلوگرم رسید.

### مسابقات قهرمانی کشتی جهان ۲۰۲۲
آلکسانیان در وزن ۹۷ کیلوگرم کشتی فرنگی قهرمانی کشتی جهان ۲۰۲۲ بلگراد شرکت کرد، او در این مسابقات آرون امبو ایسومی از کنگو، متهان باشار از ترکیه، بکسلطان محموداف از قرقیزستان و محمدهادی ساروی از ایران را شکست داد و به فینال رسید. در فینال آرتور آلکسانیان قهرمان المپیک با کیریل میلوف نماینده بلغارستان قهرمان فعلی اروپا کشتی گرفت و با نتیجه ۵ بر ۱ پیروز شد. آلکسانیان برای چهارمین بار در دوران حرفه ای خود عنوان قهرمانی جهان را به دست آورد. او در مسابقات قهرمانی جهان در سال‌های ۲۰۱۴، ۲۰۱۵ و ۲۰۱۷ به عنوان بهترین شناخته شد.

### قهرمانی کشتی جهان ۲۰۲۳
آلکسانیان در وزن ۹۷ کیلوگرم کشتی فرنگی قهرمانی کشتی جهان ۲۰۲۳ بلگراد شرکت کرد، او در این مسابقات نیکو اوجوج از رومانی، جو راو از آمریکا، آرتور عمروف از جمهوری چک و مینداوگاس ونکایتیس از لیتوانی را شکست داد و به فینال رسید. وی در دیدار نهایی به گابریل روسیلو از کوبا باخت و به مدال نقره رسید.

### المپیک ۲۰۲۴ پاریس
آلکسانیان در وزن ۹۷ کیلوگرم کشتی فرنگی المپیک ۲۰۲۴ پاریس حاضر بود که کیم سئونگ-جان از کره جنوبی، رستم آساکالوف از ازبکستان و گابریل روسیلو از کوبا را شکست داد و به فینال رسید. وی در دیدار نهایی به محمدهادی ساروی از ایران باخت و به مدال نقره رسید.

### سایر قهرمانی‌ها
- جایزه بزرگ فرانسه (۲۰۱۹)[۳][۴]

## جوایز
- شهروند افتخاری ایروان (۲۰۱۶)
- شهروند افتخاری گیومری (۲۰۱۶)
- مدال موسس خورناتسی (۲۰۱۲)